# Luis Pérez de León
Luis Pérez de León (1893-Madrid, 24 de junio de 1962) fue un actor español que participó, básicamente en papeles de reparto, en alrededor de una treintena de películas a lo largo de su carrera cinematográfica iniciada en 1922 y finalizada en 1958. Durante las décadas de 1940 y 1950 también se dedicó al doblaje.
El 7 de marzo de 1949 recibió la medalla al mejor actor secundario otorgada por el Círculo de Escritores Cinematográficos por su papel en la película Las aguas bajan negras, en una ceremonia que tuvo lugar en el Cine Rialto de Madrid.
Falleció el 24 de junio de 1962 y sus restos descansan en madrileño Cementerio de la Almudena.

## Filmografía completa
- Isidro labrador (1922)
- La chica del gato  (1927)
- Los héroes del barrio (1936)
- La chica del gato (1943)
- Una chica de opereta (1943)
- Orosia (1944)
- Tambor y cascabel (1944)
- Turbante blanco (1944)
- La mies es mucha (1948)
- Las aguas bajan negras (1948)
- Apartado de correos 1001 (1950)
- Mi adorado Juan (1950)
- Teatro Apolo (1950)
- Un soltero difícil (1950)
- Bajo el cielo de Asturias (1951)
- Duda (1951)
- La forastera (1951)
- La señora de Fátima (1951)
- Me quiero casar contigo (1951)
- El sistema Pelegrín (1952)
- La laguna negra (1952)
- Muchachas de Bagdad (1952)
- Persecución en Madrid (1952)
- Bienvenido, Mister Marshall (1953)
- Jeromín (1953)
- La alegre caravana (1953)
- Dos caminos (1954)
- El bandido generoso (1954)
- El pescador de coplas (1954)
- Felices Pascuas (1954)
- La moza del cántaro (1954)
- Novio a la vista (1954)
- Todo es posible en Granada (1954)
- El sol sale todos los días (1958)

## Premios
Medallas del Círculo de Escritores Cinematográficos
| Año  | Categoría              | Película               | Resultado |
| ---- | ---------------------- | ---------------------- | --------- |
| 1948 | Mejor actor secundario | Las aguas bajan negras | Ganador   |